# موسى سيساكو
موسى سيساكو (مواليد 10 نوفمبر 2000) هو لاعب كرة قدم مالي يلعب كمدافع في نادي ستاندارد لييج.

## روابط خارجية
- موسى سيساكو على موقع قاعدة بيانات كرة القدم.إي يو (الإنجليزية)
- موسى سيساكو على موقع ليكيب (الفرنسية)
- موسى سيساكو على موقع ناشيونال فوتبول تيمز (الإنجليزية)
- موسى سيساكو على موقع Soccerway.com (الإنجليزية)
- موسى سيساكو على موقع عالم كرة القدم.نت (الإنجليزية)